# Carlhubbsia
Carlhubbsia – rodzaj ryb karpieńcokształtnych z rodziny piękniczkowatych (Poeciliidae).

## Klasyfikacja
Gatunki zaliczane do tego rodzaju:
- Carlhubbsia kidderi
- Carlhubbsia stuarti